# Полісся (Лодзь)
Полісся (пол. Polesie) — до 31 грудня 1992 року, район Лодзі, площею 46  км², в якому проживає приблизно 133 тисячі осіб.

## Історія

1. Балути
2. Відзев
3. Середмістя
4. Полісся
5. Гурна

Лодзькі райони офіційно існують з 1946 року. Тоді було проведено адміністративний поділ і визначено межі трьох районів: Північного, Південного та Середмістя.
У 1954 році адміністративний поділ було змінено, створено сім районів: Балути, Старомейська, Відзев, Хойни, Руда, Поліський і Середмістя. 1 січня 1960 року почали діяти п'ять округів: Балути, Відзев, Середмістя, Гурна та Поліська.
1 січня 1993 року поділ на райони було скасовано, і Лодзь стала єдиною міською гміною, а 1 січня 1999 року — ще й містом з правами повіту.